# Lysimelia neleusalis
Lysimelia neleusalis là một loài bướm đêm trong họ Erebidae.